# Józef Struś

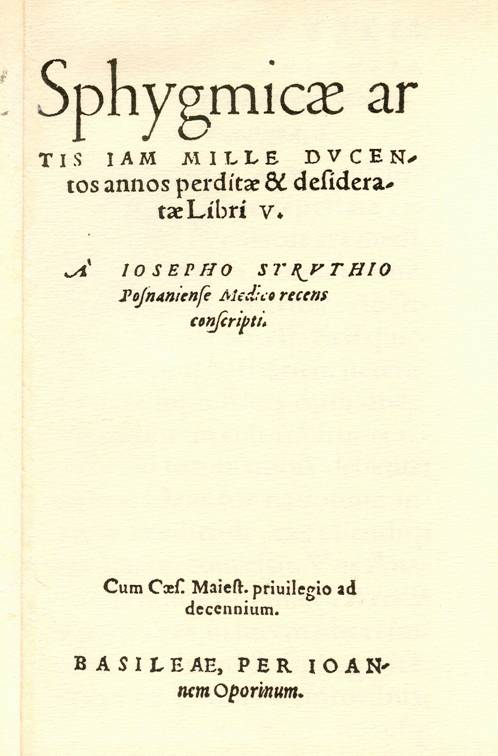
Strona tytułowa traktatu Sphygmicae artis iam mille ducentos perditae et desideratae libri V.

Józef Struś, inne formy nazwiska: łac. Josephus Struthius, Strucius, a także: Strusiek, Struszek, (ur. 1510 w Poznaniu, zm. 6 marca lub po 27 lipca 1568 tamże) – humanista, tłumacz, nadworny lekarz Zygmunta Starego i Zygmunta Augusta, dwukrotny burmistrz Poznania w latach 1557-1559, naukowiec wsławiony badaniami tętna.

## Życiorys
Urodził się w roku 1510 w rodzinie mieszczan poznańskich. Jego rodzicami byli Mikołaj, (piwowar i słodownik), oraz Elżbieta z Bedermanów, córka poznańskiego burmistrza. Dwukrotnie żonaty: w latach 1543–1552 z Polikseną Ungrówną, a od maja 1554 do swojej śmierci z Katarzyną Sztorchówną. Obie były córkami zamożnych patrycjuszy poznańskich. Oba małżeństwa były bezdzietne.
Naukę rozpoczął w poznańskiej szkole miejskiej przy kolegiacie św. Marii Magdaleny, następnie w Akademii Lubrańskiego. W latach 1525–1529 odbył studia lekarskie w Akademii Krakowskiej. Z tego okresu pochodzi poemat poświęcony jego wykładowcy – Cyprianowi z Łowicza. Po uzyskaniu tytułu bakałarza wrócił na krótko do Poznania, aby wysłuchać wykładów wybitnego humanisty – Krzysztofa Hegendorfera. Podczas tego pobytu zbliżył się do najpotężniejszego wielkopolskiego rodu magnackiego Górków oraz dworu arcybiskupa gnieźnieńskiego Jana Latalskiego, którym poświęcił kilka utworów. Napisał również komentarze do Astrologii Lukiana z Samosaty. W 1531 uzyskał na uczelni krakowskiej tytuł magistra, a w 1532 rozpoczął studia na Uniwersytecie w Padwie. Podczas studiów rozpoczął tłumaczenie dzieł Galena i Hipokratesa. Jeszcze w trakcie studiów w 1535 nadano mu godność wicerektora uniwersytetu, a pod koniec tego samego roku, po zdanych egzaminach, uzyskał tytuł doktora i profesora nadzwyczajnego medycyny teoretycznej.
Wykładał ją w Padwie do 1537, kiedy to zakończył studia, opierając się głównie na tłumaczonym przez siebie Galenie. Rozpoczął również badania nad tętnem. W 1537 na prośbę bp. Jana Chojeńskiego, kanclerza Uniwersytetu Krakowskiego, wrócił do Krakowa, gdzie podjął wykłady, jednak gdy po śmierci kanclerza i zwolnieniu przez to katedry medycyny nie otrzymał jej, przeniósł się do Poznania, gdzie został lekarzem Andrzeja Górki.
Następnie polecony przez Górkę Zygmuntowi Staremu udał się z jego córką, księżniczką Izabelą Jagiellonką, narzeczoną Jana Zápolyi na dwór węgierski. Prowadził tam praktykę lekarską, tłumaczył kolejne dzieła Galena, które wydał w Wenecji oraz prowadził dalsze badania nad tętnem. Później przez pewien czas był zarządcą jednej z prowincji węgierskich. Po powrocie do Polski posłował z Andrzejem Górką na dworze tureckim, gdzie także leczył z sukcesem sułtana Sulejmana I Wspaniałego.
W 1541 wrócił do Poznania, choć w dalszym ciągu podróżował po kraju i Europie wraz z A. Górką (posłował m.in. na sejmy). W tym czasie zakupił w mieście kilka nieruchomości, co uczyniło go jednym z najbogatszych patrycjuszy. W 1555 w drukarni Oporina, w Bazylei wydał wynik 20-letnich badań: Sphygmicae artis iam mille ducentos annos perditae et desideratae libri V., w którym wyróżnił podstawowe pięć typów tętna, ich znaczenie diagnostyczne oraz zaznaczył wpływ temperatury i stanu nerwowego na tętno. Później z tego traktatu korzystał w swych pracach William Harvey. Sława jaką zdobył J. Struś sprawiła, że w latach 1557/1558 i 1558/1559 wybierano go na burmistrza Poznania. W 1559 został nadwornym lekarzem króla Zygmunta II Augusta. Określany jako najsławniejszy w swym czasie lekarz w Europie, którym szczyciła się Akademia Padewska, gdyż był w niej profesorem publicznym nauki lekarskiej, a Filip II, król hiszpański, kilka razy rady jego zasięgał.
Zmarł na dżumę, zaraziwszy się nią podczas niesienia pomocy ubogiej ludności w czasie epidemii.
Pochowany w kolegiacie św. Marii Magdaleny w Poznaniu.
Jego imię nosi szpital miejski i ulica w Poznaniu, ulica w Warszawie oraz jedno z osiedli w Krakowie.

## Obchody 400-lecia śmierci
Z okazji przypadającej 18 października 1968 400. rocznicy śmierci Józefa Strusia, w Poznaniu, jego rodzinnym mieście, zostały zorganizowane uroczyste obchody. Głównym osiągnięciem było wydanie jego najbardziej znanego dzieła O tętnie. Tłumaczenie z języka łacińskiego przygotowali Jan i Maria Wikarjak. W ratuszu poznańskim została przygotowana wystawa, a Józef Stasiński zaprojektował medal pamiątkowy, który wybito w 300 egzemplarzach. Biuro Wydawnicze Przedsiębiorstwa Upowszechniania Prasy i Książki "Ruch"  wydało trzy pocztówki, a Poczta Polska opracowała specjalny datownik. Na ścianie szpitala miejskiego w Poznaniu im. J. Strusia wmurowano tablicę pamiątkową, na której umieszczono napis: " Dr med. Josephus Józef Struś Struthius z Poznania 1510-1568 lekarz i uczony epoki Odrodzenia studiował w Akademii Lubrańskiego w Poznaniu, w Akademii Krakowskiej i w Uniwersytecie Padewskim, propagator nowych postępowych idei w nauce, autor dzieła "Nauka o tętnie" "Sphygmicae artis libri V", burmistrz miasta Poznania w  latach 1557–1559, zmarł pełniąc obowiązki lekarza w czasie epidemii dżumy w Poznaniu".

## Twórczość

### Ważniejsze utwory
- Ad medicum... D. Cyprianum de Łowicz, de medicae artis excellentia, carmen elegiacum, Kraków 1529, drukarnia M. Szarffenberg
- Ad Joannem Latalscium... elegia, wyd. w: K. Hegendorfin Declamatio gratulatoria, Kraków 1530, drukarnia H. Wietor
- Ad bonae mentis adoloscentes elegiacum carmen paraeneticum i. e. exhortativum ad studium eloquentiae, wyd. w: K. Hegendorfin Declamatio gratulatoria, Kraków 1530, drukarnia H. Wietor
- Sanctissimi Patris... Joannis a Lasco... epicedion elegiacis versibus confectum, Kraków 1531, drukarnia M. Szarffenberg
- Sphygmicae artis... libri V, Bazylea 1555, drukarnia J. Oporinus; wyd. następne: pt. Artis sphygmicae... libri quinque, Wenecja 1573; pt. Ars sphygmica seu pulsum doctrina..., Bazylea 1602; przekł. polski: fragmenty w: Wybór tekstów do dziejów kultury Wielkopolski, Poznań 1962, (najważniejsze dzieło J. Strusia, poświęcone wiedzy o pulsie), całość w przekładzie Jana i Marii Wikarjak wydana przez Wydawnictwo Poznańskie w 1968 roku[5].
- Opera medica, scil. de ortu et causis metallorum, de medicamentorum spagyrica praeparatione, sclopetarius et antidotarium spagyriticum, Frankfurt nad Odrą 1591, (egz. nieznane; wiadomość podaje J. Draudius Bibliotheca classica 1625, na co wskazał H. Barycz)
- De recondita rerum natura artisque perfectione libri X, Wenecja 1594, (egz. nieznane; wiadomość podaje J. Draudius Bibliotheca classica 1625, na co wskazał H. Barycz)
- Liber de priscorum philosophorum medicina, Lyon 1600, (egz. nieznane; wiadomość podaje J. Draudius Bibliotheca classica 1625, na co wskazał H. Barycz)
- De morbo gallico, (egz. nieznane; wiadomość podaje H. Barycz; według Estreichera tytuł dotyczy, prawdopodobnie jednego z rozdz. Artis sphygmicae, zob. Sphygmicae artis... libri V, Bazylea 1555, drukarnia J. Oporinus; według H. Barycza druk osobny; znajdował się w zbiorach U. Aldrovandiego)

### Przekłady
- Lucjan z Samostaty Declamatio quaedam lepidissima, wyd. razem z: Lucjan z Samostaty Astrologia..., Kraków 1531, drukarnia M. Szarffenberg
- C. Galenus Astrologia, Wenecja 1535, drukarnia J. Patavinus i V. de Ruffinellis; przedr. w zbiorowym wyd. dzieł C. Galena
- C. Galenus De urinis liber, Wenecja 1535, drukarnia J. Patavinus i V. de Ruffinellis
- C. Galenus Antidotarius, Wenecja 1536, drukarnia J.A.de Nicolinis de Sabio
- C. Galenus De antidotis, Wenecja 1537, drukarnia J.A.de Nicolinis de Sabio
- C. Galenus Librum Hippocratis de fracturis commentariorum libri tres, Wenecja 1538, drukarnia b. Zanettus

### Prace edytorskie
- C. Galenus De differentiis morborum liber, Kraków 1537, drukarnia H. Wietor, (przekł. z greckiego na łacinę przez G. Copusa)

### Listy i materiały
- Do nieznanego z nazwiska dostojnika, brak daty, ogł. K. Hartleb "Józef Struś", Pamiętniki Literackie, rocznik 11 (1912)
- List do Jana Łaskiego (młodszego), dat. z Łowicza 1 czerwca 1531, ogł. T. Wierzbowski Materiały do dziejów piśmiennictwa polskiego, t. 1, Warszawa 1900
- Zapiski z aktów konsystorza poznańskiego, dotyczące J. Strusia, z lat: 1542, 1553; ogł. E. Majkowski "Nieznane szczegóły z życia J. Struśka, lekarza poznańskiego XVI wieku", Archiwum Historii i Filozofii Medycyny, t. 9 (1929); t. 11 (1931) i odb.
- Akt dot. pożyczki udzielonej Stefanowi Chodniskiemu z Potulic, dat. Poznań 20 marca 1652; ogł. R.E. Matuszewski "Przyczynek do życiorysu J. Strusia na źródłach archiwalnych oparty", Archiwum Historii i Filozofii Medycyny, t. 8 (1928)
- Pokwitowanie odbioru pensji królewskiej, dat. Poznań 20 maja 1562, ogł. T. Wierzbowski Materiały do dziejów piśmiennictwa polskiego, t. 1, Warszawa 1900